# Szikszó
Szikszó este un oraș în districtul Szikszó, județul Borsod-Abaúj-Zemplén, Ungaria, având o populație de 5.699 de locuitori (2011). 

## Demografie
Componența etnică a orașului Szikszó
     Maghiari (91,22%)
     Romi (6,15%)
     Ruteni (1,2%)
     Necunoscut (0,63%)
     Alții (0,8%)
Componența confesională a orașului Szikszó
     Romano-catolici (39,41%)
     Reformați (24,72%)
     Greco-catolici (10,53%)
     Fără religie (3,88%)
     Necunoscută (20,92%)
     Alte religii (1,46%)
Conform recensământului din 2011, orașul Szikszó avea 5.699 de locuitori. Din punct de vedere etnic, majoritatea locuitorilor (91,22%) erau maghiari, existând și minorități de romi (6,15%) și ruteni (1,2%). Apartenența etnică nu este cunoscută în cazul a 0,63% din locuitori. Nu există o religie majoritară, locuitorii fiind romano-catolici (39,41%), reformați (24,72%), greco-catolici (10,53%) și persoane fără religie (3,88%). Pentru 20,92% din locuitori nu este cunoscută apartenența confesională.